# Grivegnée
Grivegnée is een plaats in de Belgische provincie Luik. Het is een deelgemeente van de stad Luik, en maakt volledig deel uit van de stedelijke kern. 

## Geschiedenis
In 1871 scheidde de gemeente Grivegnée zich af van Bressoux.

## Geografie
Grivegnée beslaat het grootste stuk van de stedelijke kern op de rechteroever van de Maas, ten noorden van de Ourthe. Grivegnée is met zijn bijna 20.000 inwoners, op de hoofddeelgemeente van de eigenlijke stad Luik na, de grootste deelgemeente.

### Nabijgelegen kernen
Angleur, Vennes, Bressoux, Chênée

## Demografie

### Demografische ontwikkeling
- Bronnen: NIS - Opm:1831 t/m 1970=volkstellingen; 1976= inwoneraantal op 31 december
- 1871: afscheiding van Bressoux

## Bezienswaardigheden
- Sint-Lambertuskerk
- Heilig Hartkerk, in de buurtschap Robermont
- Onze-Lieve-Vrouw-Onbevlekt-Ontvangenkerk, in de buurtschap Bois-de-Breux
- Onze-Lieve-Vrouw Visitatiekerk
- Sint-Jozefkerk, in de buurtschap Belleflamme
- Begraafplaats van Robermont
- Kasteel Posson
- Toren van Haut-Vinâve
- Fort de la Chartreuse
- Diverse woonhuizen, villa's en boerderijen

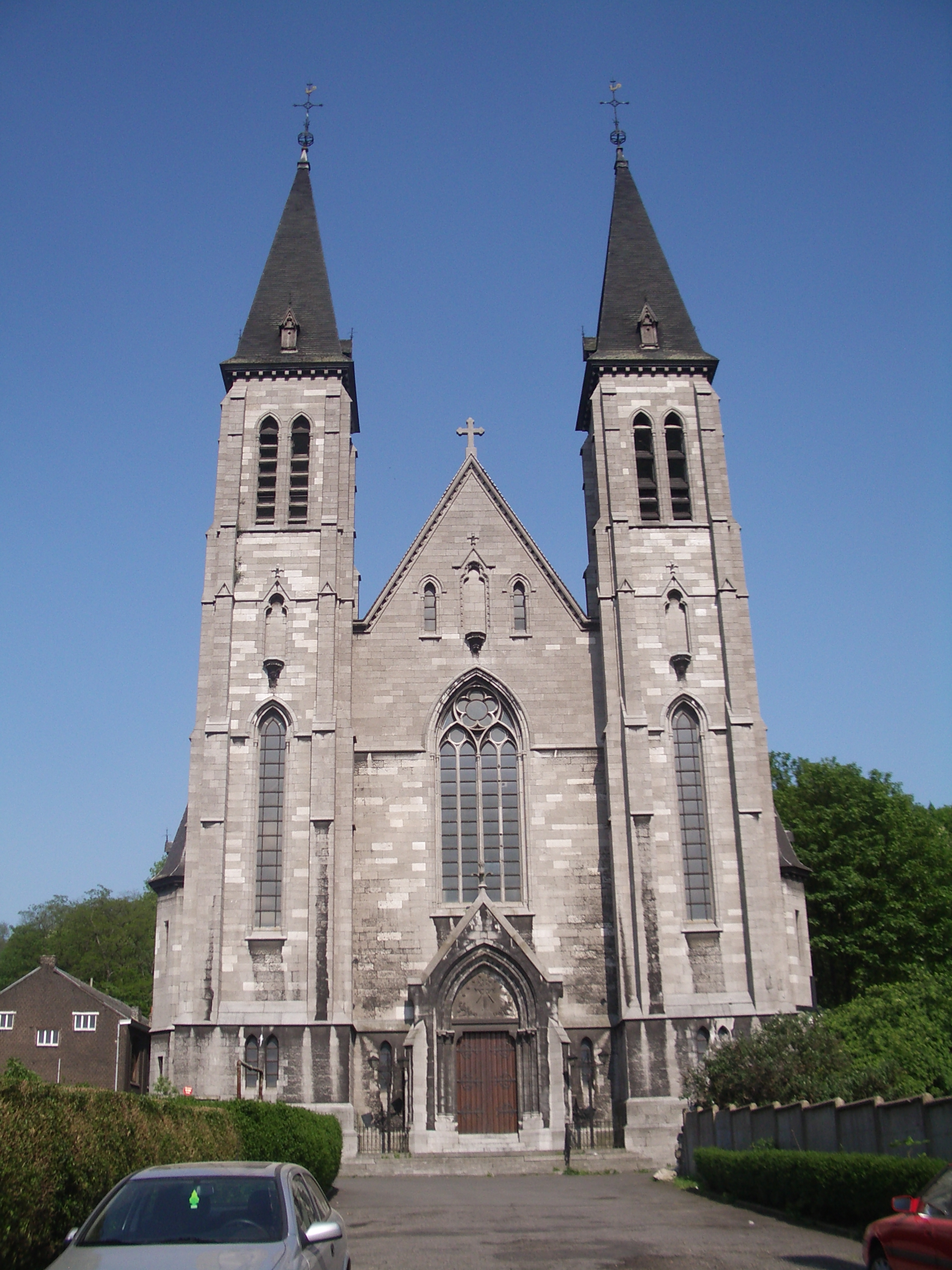
Sint-Lambertuskerk

## Natuur en landschap
De kern van Grivegnée (Grivegnée-Bas) ligt nabij de Ourthe. Ten noordwesten hiervan ligt de Mont Cornillon met het Parc des Oblats. In noordoostelijke richting vindt men nog diverse woonwijken.

## Economie
In Grivegnée heeft een hoogovenbedrijf annex walserij gestaan, de Usine de fer de Grivegnée. Deze bestond al in 1821, toen Jean-Michel Orban het bedrijf kocht, wat verder ging als Jean-Michel Orban & fils. Voor 1902 was het bedrijf al in een Naamloze Vennootschap omgezet (Société Anonyme de Grivegnée) en was er een hoogoven, een cokesfabriek en een Siemens-Martinstaalfabriek. In 1911 werd er gefuseerd met de Usine d'Athus en ontstond het bedrijf Athus-Grivegnée. Athus ligt in Belgisch Luxemburg. In 1914 werd de hoogoven in Grivegnée gesloopt en werd een nieuwe hoogoven in Athus gebouwd.
In 1923 bestond het bedrijf in Grivegnée nog, maar het werd uiteindelijk gesloten.

## Bekende inwoners

### Geboren
- Antoine Varlet (1893 - 1940), architect
- Jacques Grippa (1913 - 1991), politicus
- Eddy Paape (1920-2012), stripauteur

Deelgemeenten: Angleur · Bressoux · Chênée · Glain · Grivegnée · Jupille-sur-Meuse · Luik · Rocourt · Wandre

Wijken: Amercœur · Burenville · Bois-de-Breux · Centre · Cointe · Droixhe · Guillemins · Kinkempois · Laveu · Longdoz · Nord · Outremeuse  · Saint-Laurent · Sainte-Marguerite · Sainte-Walburge · Sart-Tilman · Sclessin · Thier-à-Liège · Vennes

Subwijken: Avroy · Coronmeuse · Cornillon · Fétinne · Naimette-Xhovémont · Pierreuse · Saint-Gilles · Saint-Léonard

Buurten: Le Carré · Féronstrée et Hors-Château · Quartier latin

Belgische gemeenten · arrondissement Luik · provincie Luik · Wallonië